# Birger Verstraete
Birger Verstraete (ur. 16 kwietnia 1994 w Ostendzie) – belgijski piłkarz grający na pozycji środkowego pomocnika. Od 2022 jest zawodnikiem klubu KV Mechelen.

## Kariera klubowa
Swoją karierę piłkarską Versrtaete rozpoczął w 2000 roku w juniorach KV Oostende. W 2009 roku podjął treningi w Club Brugge. 1 grudnia 2012 zadebiutował w jego barwach w pierwszej lidze belgijskiej w zremisowanym 1:1 domowym meczu z KV Mechelen. W 2014 roku został z niego na rok wypożyczony do Royalu Mouscron-Péruwelz, w którym swój debiut zaliczył 30 sierpnia 2014 w zwycięskim 4:0 domowym meczu z Cercle Brugge.
W 2015 roku Verstraete odszedł z Club Brugge do KV Kortrijk. W nim swój debiut zanotował 25 lipca 2015 w zwycięskim 2:1 domowym meczu ze Standardem Liège. Zawodnikiem Kortrijk był do stycznia 2017.
17 stycznia 2017 Verstraete został piłkarzem KAA Gent, do którego trafił za 850 tysięcy euro. W Gent zadebiutował 25 stycznia 2017 w zremisowanym 0:0 wyjazdowym meczu z KSC Lokeren. Piłkarzem Gent był do lata 2019.
1 lipca 2019 Verstraete został zawodnikiem niemieckiego 1. FC Köln, który zapłacił za niego 4 miliony euro. W Bundeslidze po raz pierwszy wystąpił 17 sierpnia 2019 w przegranym 1:2 wyjazdowym meczu z VfL Wolfsburg.
W czerwcu 2020 Verstraete został wypożyczony do Royalu Antwerp FC. Swój debiut w nim zanotował 16 sierpnia 2020 w przegranym 1:2 wyjazdowym meczu z Cercle Brugge. W lipcu 2021 został wykupiony przez Royal za kwotę 2 milionów euro.
We wrześniu 2022 Verstraete wypożyczono z Royalu do KV Mechelen, w którym zadebiutował 10 września 2022 w wygranym 4:1 wyjazdowym meczu z KV Kortrijk.
| Sezon   | Klub                    | Kraj   | Rozgrywki       | Mecze | Gole |
| ------- | ----------------------- | ------ | --------------- | ----- | ---- |
| 2012/13 | Club Brugge             | Belgia | Eerste klasse A | 4     | 0    |
| 2013/14 | Club Brugge             | Belgia | Eerste klasse A | 4     | 0    |
| 2014/15 | Royal Mouscron-Péruwelz | Belgia | Eerste klasse A | 11    | 1    |
| 2015/16 | KV Kortrijk             | Belgia | Eerste klasse A | 16    | 0    |
| 2016/17 | KV Kortrijk             | Belgia | Eerste klasse A | 20    | 0    |
| 2016/17 | KAA Gent                | Belgia | Eerste klasse A | 8     | 0    |
| 2017/18 | KAA Gent                | Belgia | Eerste klasse A | 25    | 1    |
| 2018/19 | KAA Gent                | Belgia | Eerste klasse A | 34    | 5    |
| 2019/20 | 1. FC Köln              | Niemcy | Bundesliga      | 9     | 0    |
| 2020/21 | Royal Antwerp FC        | Belgia | Eerste klasse A | 23    | 1    |
| 2021/22 | Royal Antwerp FC        | Belgia | Eerste klasse A | 31    | 2    |
| 2022/23 | Royal Antwerp FC        | Belgia | Eerste klasse A | 4     | 0    |
| 2022/23 | KV Mechelen             | Belgia | Eerste klasse A | 20    | 2    |

## Kariera reprezentacyjna
Verstraete grał w młodzieżowych reprezentacjach Belgii na szczeblach U-16, U-19 i U-21. W reprezentacji Belgii zadebiutował 7 września 2018 roku w wygranym 4:0 towarzyskim meczu ze Szkocją, rozegranym w Glasgow, gdy w 85. minucie zmienił Moussę Dembélé.